# Adalimumab
Adalimumab (Humira) és el tercer inhibidor de TNF aprovat als Estats Units, després d'infliximab i etanercept. Igual que l'infliximab i l'etanercept, l'adalimumab s'uneix al factor de necrosi tumoral alfa (TNFα), evitant que activi els receptors de TNF. L'adalimumab es va crear a partir d'un anticòs monoclonal totalment humà, mentre que el seu predecessor infliximab és una proteïna quimèrica d'humà-ratolí i etanercept és una proteïna de fusió "Receptor de TNF-IgG". La inactivació de TNFα ha demostrat ser important en la regulació per disminució de reaccions inflamatòries associades a malalties autoimmunes. Adalimumab va ser aprovat el 2008 per l'Administració d'Aliments i Fàrmacs dels Estats Units (FDA) pel tractament l'artritis reumatoide, l'artritis psoriàsica, l'espondilitis anquilosant, la malaltia de Crohn, la psoriasi crònica moderada o severa i l'artritis idiopàtica juvenil. Encara que no va ser fins a finals de 2012 que la FDA va aprovar l'ús d'adalimumab per tractar la colitis ulcerosa, ja s'havia estat utilitzant des d'anys abans per als casos que no responien a tractaments convencionals amb dosis estàndard per a la malaltia de Crohn.
Tanmateix, com que TNFα forma part del sistema immunitari que protegeix el cos d'infeccions, el tractament amb adalimumab pot fer créixer el risc de patir infeccions.
HUMIRA (de l'anglès Human Monoclonal Antibody in Rheumatoid Arthritis) es comercialitza tant en xeringues de 0,8 mL preomplertes com en autoinjectors precarregats (anomenats Humira pen), ambdós injectats subcutàniament, generalment pel mateix pacient a casa. No es pot administrar oralment perquè l'aparell digestiu destruiria el fàrmac.
Adalimumab va ser el primer fàrmac basat en un anticòs monoclonal plenament humà a ser aprovat per la FDA. Es va obtenir per phage display, i va ser descobert com a D2E7 gràcies a la col·laboració entre BASF i Cambridge Antibody Technology, i més tard manufacturat a BASF Bioresearch Corporation i desenvolupat per BASF Knoll (BASF Pharma). En últim terme, va ser fabricat i distribuït per Abbott Laboratories, després que Abbott adquirís BASF Pharma.
El 2009, les vendes anuals d'HUMIRA ascendien a 5.000 milions de dòlars, mentre que el 2012 es van assolir els 4.300 milions només als Estats Units, amb una xifra de vendes mundials de 9.300 milions.

## Història
Adalimumab va ser descobert gràcies a la col·laboració entre BASF Bioresearch Corporation (Worcester, Massachusetts) i Cambridge Antibody Technology. El candidat a fàrmac es va descobrir inicialment usant la tecnologia CAT de phage display, i va ser anomenat D2E7. Els components clau del fàrmac es van trobar guiant la selecció d'anticossos humans a partir de repertoris de phage display cap a un sol epítop d'un antigen TNF alfa. El candidat clínic definitiu, D2E7, va ser creat i manufacturat a BASF Bioresearch Corporation, i va passar a través de la majoria de passos del procés de desenvolupament de fàrmacs a BASF Knoll. Després, es va prosseguir amb el seu desenvolupament, producció i comercialització a Abbott Laboratories, després que Abbott adquirís la branca farmacèutica de BASF Knoll.
El 2 de gener de 2013, Abbott Laboratories es va separar en dues empreses independents, Abbott i AbbVie. Com a conseqüència d'aquesta separació, ara és AbbVie qui s'encarrega de seguir amb el desenvolupament i comercialització d'Humira.

## Fites clíniques i comercials
- 1999: Resultats preliminars d'assajos clínics primerencs amb l'anticòs monoclonal anti-TNFα plenament humà D2E7.[3]
- 2001, Juny: Resultats d'ARMADA, un assaig clínic de doble-cec amb controls placebo i que incloïa 271 pacients amb artritis reumatoide activa malgrat el tractament amb metotrexat. Alguns dels resultats mostren que el 50% dels pacients mostren un 50% de millora segons la puntuació ACR.[11]
- 2002: Resultats de 5 assajos diferents mostren que adalimumab és efectiu en la reducció dels signes i símptomes de l'artritis reumatoide. En aquests estudis, adalimumab presentava un ràpid inici de la seva acció i una eficàcia sostinguda. A més a més, es demostrava que adalimumab era segur i efectiu, tant administrat sol com en combinació amb metotrexat en forma d'injecció subcutània.[12]
- 2002, 31 de desembre: HUMIRA és aprovat per la FDA per al tractament de l'artritis reumatoide.[4]
- 2003: Es llença HUMIRA al mercat pel tractament de l'artritis reumatoide, i es segueixen realitzant estudis clínics per determinar indicacions addicionals.[4]
- 2005: Es llença HUMIRA per a l'artritis psoriàsica. Per primer cop es superen els 1.000 milions de dòlars en vendes anuals.[4]
- 2005, 10 de desembre: Eisai presenta una sol·licitud per poder distribuir adalimumab per tractar l'artritis reumatoide al Japó.[13]
- 2006: Es presenta la sol·licitud per poder indicar el fàrmac per a la malaltia de Crohn. Es superen els 2.000 milions de vendes anuals.[4]
- 2007: Es llença HUMIRA per a la malaltia de Crohn als Estats Units,[4] i es sol·licita el seu ús per tractar la psoriasi, que seria la cinquena malaltia tractable amb adalimumab. Aquell any s'obtenen més de 3.000 milions de dòlars en vendes[14]
- 2007, 10 de desembre: Abbott obre una nova instal·lació de producció biotecnològica a Puerto Rico[15]
- 2009, 10 de juny: Dades recollides durant cinc anys demostren que l'ús inicial en pacients amb artritis reumatoide primerenca d'HUMIRA en combinació amb metotrexat pot evitar futur dany a les articulacions.[16]
- 2012, 16 de març: Es podria associar HUMIRA amb una disminució significativa de la inflamació vascular, un dels principals factors de risc de les malalties cardiovasculars.[17]

## Indicacions
Adalimumab, com els altres inhibidors de TNF infliximab i etanercept, ha demostrat ser versàtil i ser efectiu per al tractament de diversos trastorns i malalties.

### Artritis reumatoide i artritis idiopàtica juvenil
S'ha demostrat que l'adalimumab redueix els signes i símptomes de l'artritis reumatoide de moderada a severa en adults. També se n'ha demostrat l'eficàcia en artritis idiopàtica poliarticular juvenil en infants de quatre anys i més, i se n'ha aprovat l'ús pel tractament d'aquest trastorn. En l'artritis reumatoide es pot administrar sol o combinat amb metotrexat o fàrmacs similars.

### Espondilitis anquilosant
S'ha demostrat que l'adalimumab redueix els signes i símptomes de l'espondilitis anquilosant en adults, i ha estat aprovat pel tractament d'aquesta afecció.

### Malaltia de Crohn
Una altra malaltia en què adalimumab resulta efectiva reduint-ne els signes i símptomes és la malaltia de Crohn de moderada a severa, i també se n'ha aprovat l'ús.

### Colitis ulcerosa
Adalimumab podria ser efectiu i ben tolerat en casos de colitis ulcerosa. La seva eficàcia mantenint la remissió clínica encara ha de ser confirmada en un assaig controlat i randomitzat. La FDA ha aprovat l'adalimumab per al tractament d'aquesta malaltia en adults.

### Psoriasi en plaques
L'adalimumab ha mostrat eficàcia tractant casos de psoriasi en plaques crònica en adults que pateixen el trastorn en múltiples àrees del cos, i que es podrien beneficiar del fàrmac, sol o combinat amb altres teràpies. L'adalimumab ha mostrat eficàcia sent administrat tant de manera contínua com intermitent en pacients amb psoriasi de moderada a severa.

## Seguretat

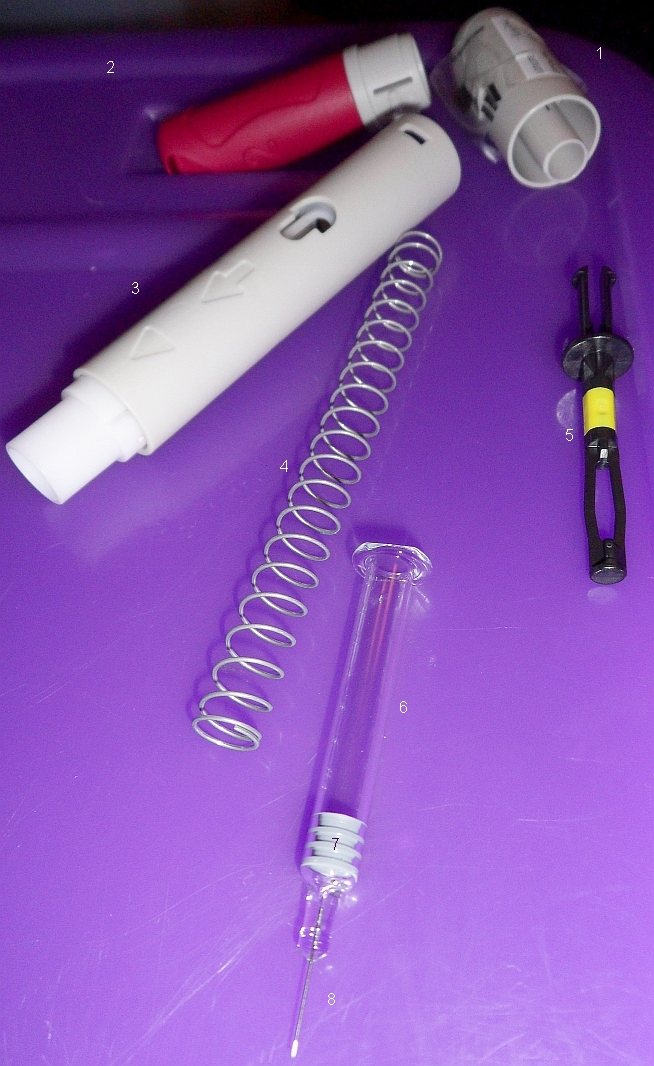
Components d'un autoinjector d'Humira

Com que l'adalimumab anul·la l'efecte del TNF, que forma part del sistema immunitari, es poden reactivar infeccions latents, com ara tuberculosi, i el sistema immunitari pot ser incapaç de combatre noves infeccions. Això ha dut a vegades a infeccions fatals.
Segons l'etiquetatge del producte, després d'un gran nombre d'estudis i informes sobre els efectes adversos en pacients tractats amb adalimumab, la FDA va crear un boxed warning adreçada als doctors, i en què els recomanava controlar i monitorar amb més cura els pacients potencials.
Els efectes adversos observats inclouen:
- Trastorns sanguinis greus i de vegades fatals
- Infeccions greus com ara tuberculosi i infeccions causades per virus, fongs i bacteris
- Casos rars de limfoma i altres tipus de càncer[25]
- Casos rars de trastorns desmielinitzants del sistema nerviós central
- Casos rars de fallida cardíaca
- Anafilàxia o reaccions al·lèrgiques greus[24]

## Litigi pels drets
El març de 2003, l'empresa britànica Cambridge Antibody Technology (CAT) informava de la seva intenció d'"iniciar discussions sobre l'aplicabilitat de les compensacions dels drets estipulades per a HUMIRA" amb Abbott Laboratories al Tribunal Suprem de Londres. El novembre de 2004 va començar el judici, i el desembre del mateix any el jutge va dictar sentència a favor de CAT. En una acció poc usual, l'esborrany de la sentència no va estar disponible d'avançat.
Es va fer pública una versió curta de les declaracions i el procés judicial. En ell, es remarcava que "Abbott va actuar erròniament en efectuar el primer pagament dels drets a CAT calculant sobre la base que només devia un 2% de les vendes netes. Hauria d'haver calculat sobre la base de la totalitat dels drets de més del 5% i hauria d'haver pagat i seguir pagant en conseqüència". A més, el jutge també va observar que "...la interpretació avançada per Abbott viola el llenguatge dels acords, els torna obscurs, i té poc o cap sentit comercial. Per aquesta raó, CAT guanya l'acció judicial."
Abbott va ser obligada a pagar a CAT 225 milions de dòlars, part dels quals havien de ser transferits als col·laboradors del desenvolupament del fàrmac. D'aquesta suma, el Medical Research Council (MRC) va rebre 191 milions de dòlars i, a més, Abbott va haver-li de pagar 7,5 milions de dòlars addicionals els següents cinc anys i començant el 2006, sempre que HUMIRA seguís al mercat. El MRC havia de rebre també 5,1 milions de lliures esterlines en concepte de drets passats.

## Litigi per la patent
El 29 de maig de 2009, Johnson & Johnson, el fabricant de Remicade, que és també un inhibidor de TNF, va guanyar una resolució de 1.670 milions de dòlars d'Abbott, el fabricant d'HUMIRA, per infringir una patent en el procés de fabricació del fàrmac. Tanmateix, aquest judici va ser anul·lat pel Tribunal Federal d'Apel·lacions dels Estats Units.

## Agents similars
- Infliximab
- Etanercept
- Certolizumab pegol